# Ma'ruf Amin
Ma'ruf Amin (nascido em 11 de março de 1943) é um político indonésio, clérigo islâmico e conferencista que foi o 13º e ex vice-presidente da Indonésia de 2019 a 2024. Com quase 77 anos de idade quando tomou posse, ele é o vice-presidente indonésio mais velho a tomar posse.